# Una cena di Natale
Una cena di Natale (Un réveillon) è un racconto di Guy de Maupassant pubblicato per la prima volta nel 1882 su un giornale e, poco dopo, in volume nella raccolta Mademoiselle Fifi.

## Trama

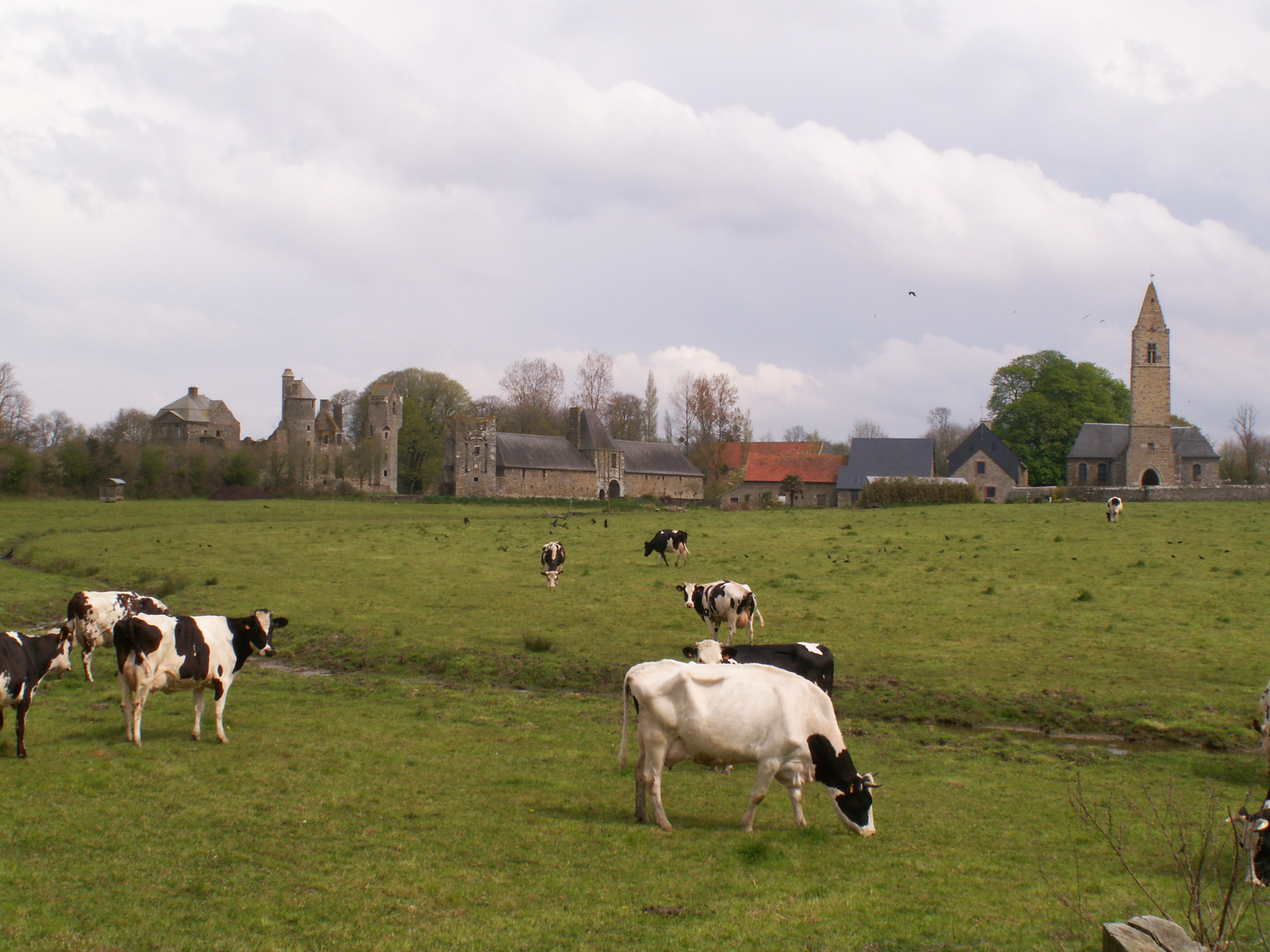
Ambiente campagnolo in Normandia

Il narratore è in Normandia ospite di un suo cugino in un vecchio e tetro castello circondato da boschi e pascoli. I due trascorrono le giornate in battute di caccia. Dal suono delle campane si rendono conto che è la Vigilia di Natale e che è avvenuto un decesso; apprendono quindi dalla governante che quel mattino è morto Papà Fournel, un vecchio pastore di novantasei anni. Dopo la messa di mezzanotte, i due si recano quindi a far una visita di cordoglio alla famiglia del defunto in una povera abitazione alla periferia del paese. I parenti sono a tavola e, alla richiesta dei visitatori di vedere il cadavere, si mostrano stranamente in imbarazzo. Infine la nipote del defunto solleva il piano del tavolo da pranzo sotto il quale, secondo l'uso normanno, c'è una gran madia entro la quale giace il cadavere del povero defunto. Piangendo la donna spiega che in casa c'è un solo letto, e che durante la malattia del nonno lei e suo marito hanno dormito per terra. Ma, poiché quella notte il freddo è più crudo che mai, avevano ormai deciso riprendere il loro letto, dopo aver traslocato la salma nella madia.
Maupassant ha spesso rappresentato, nei suoi racconti, gli ambienti campagnoli, in particolar modo quelli della Normandia. Per Mario Bonfantini questo è un racconto «di alto interesse» nel quale «lo stile di Maupassant trova tutto il suo mordente, quella nobile concisione nel tragico e quel felice abbandono nel comico che sono le sue vene più caratteristiche». Per Lucio Chiavarelli, Maupassant «ha sempre preferito gli interni contadini e ha spesso variato l'umorismo delle situazioni con qualche nota macabra, riscontrabile anche in quest'operina minore».

## Genesi dell'opera
Una cena di Natale fu pubblicato dapprima sul supplemento settimanale illustrato del quotidiano Gil Blas del 5 gennaio 1882, con lo pseudonimo di "Maufrigneuse". Venne incluso senza correzioni nell'edizione belga della raccolta di racconti Mademoiselle Fifi.

## Edizioni
- Guy de Maupassant, Mademoiselle Fifi, Bruxelles: Henry Kistemaeckers, 1882
- Guy de Maupassant, Mlle Fifi: nouveaux contes, Paris: Victor Havard, 1883
- Guy de Maupassant, Mlle Fifi: nouveaux contes, Nouvelle édition revue, Paris: P. Ollendorff, 1893
- Guy de Maupassant, Mademoiselle Fifi, Collezione Oeuvres completes de Guy de Maupassant, Paris: L. Conard, 1908, pp. 167-180[4]
- Guy de Maupassant, La signorina Fifi: novelle; traduzione dal francese di Onorato Roux, Milano: Sonzogno, 1928
- Guy de Maupassant, La signorina Fifì; traduzione di Oreste del Buono, Collezione Biblioteca Universale Rizzoli 373-374, Milano: Rizzoli, 1951
- Guy de Maupassant, Tutte le novelle; a cura di Ma* rio Picchi, Vol. I, Collezione I Meridiani, Milano: A. Mondadori, 1993, ISBN 88-04-36360-6
- "La cena della vigilia". In: Guy de Maupassant, Racconti; traduzione di Tiziana Goruppi, Roma: La Repubblica, 2004, pp. 137-42, ISBN 88-89145-26-9
- "Una cena di Natale". In: Guy de Maupassant, Tutte le novelle e i racconti; a cura di Lucio Chiavarelli; introduzione generale di Giacinto Spagnoletti; Collezione I mammut 81, Roma: Grandi Tascabili Economici Newton, 2005, pp. 254-257, ISBN 88-541-0440-X